# Douai Communal Cemetery
Douai Communal Cemetery is een Britse militaire begraafplaats gelegen in de Franse plaats Douai (Noorderdepartement). De begraafplaats wordt onderhouden door de Commonwealth War Graves Commission.
De begraafplaats telt 605 geïdentificeerde graven waarvan 203 Gemenebest graven uit de Eerste Wereldoorlog, 356 overige graven uit de Eerste Wereldoorlog en 46 van gesneuvelden uit de Tweede Wereldoorlog.